# Xawery Dunikowski
Xawery Dunikowski (sinh ngày 24 December 1875 – mất ngày 26 January 1964) là một họa sĩ và nhà điêu khắc người Ba Lan, đại diện của trường phái Tân lãng mạn.

## Tiểu sử
Dunikowski sinh ra ở Kraków. Sau khi gia đình ông chuyển đến Warsaw, Dunikowski theo học điêu khắc dưới sự hướng dẫn của các nghệ sĩ Boleslaw Syrewicz và Leon Wasilkowski. Vào năm ông 21 tuổi, ông trở về Kraków để học điêu khắc tại Học viện Mỹ thuật. Tại đây, ông học hội họa với họa sĩ Jan Stanisławski và chỉ ba năm sau khi nhập học, ông tốt nghiệp loại xuất sắc.
Năm 1902, Dunikowski bắt đầu dạy điêu khắc tại Học viện Mỹ thuật ở Warsaw. Năm 1909, ông được bổ nhiệm làm Chủ nhiệm khoa Điêu khắc tại Học viện Mỹ thuật Jan Matejko ở Kraków.
Ngay trước khi bắt đầu Thế chiến thứ nhất, Dunikowski đã đến Paris. Ông sống ở Pháp từ năm 1914 - 1920. Năm 1921, ông trở về Ba Lan và đảm nhận vị trí Trưởng khoa Điêu khắc tại Học viện Mỹ thuật ở Kraków. Ông đã đào tạo nhiều nhà điêu khắc Ba Lan bao gồm: Jerzy Bandura, Zygmunt Gawlik, Józef Gosławski, Maria Jarema, Jacek Puget và Henryk Wiciński. Dunikowski vẫn sinh sống tại Kraków cho đến năm 1940, khi ông bị lực lượng cảnh sát ngầm Gestapo bắt giữ. Ông bị đưa đến trại tập trung Auschwitz vào ngày 26 tháng 6 năm 1940. Ông may mắn thoát khỏi trại tập trung khi Hồng quân Liên Xô giải phóng Auschwitz vào ngày 27 tháng 1 năm 1945.